# Hermine Schröderová
Hermine Schröderová  (* 12. února 1911 Ludwigshafen – 9. srpna 1978) byla německá atletka, mistryně Evropy ve vrhu koulí z roku 1938.

## Sportovní kariéra
V roce 1938 se při premiéře ženských disciplín na evropském šampionátu stala mistryní Evropy ve vrhu koulí výkonem 13,29 m. Dvakrát se v této disciplíně stala mistryní Německa.